# Chris Copeland
Christopher Stephen Copeland, detto Chris (Orange, 17 marzo 1984), è un allenatore di pallacanestro ed ex cestista statunitense, di ruolo ala grande o ala piccola, vice allenatore dei Wisconsin Herd.

## Statistiche

### College
| Anno      | Squadra            | PG  | PT | MP   | TC%  | 3P%  | TL%  | RP  | AP  | PRP | SP  | PP   |
| --------- | ------------------ | --- | -- | ---- | ---- | ---- | ---- | --- | --- | --- | --- | ---- |
| 2002-2003 | Colorado Buffaloes | 26  | 0  | 7,7  | 37,7 | 25,0 | 57,7 | 1,6 | 0,3 | 0,1 | 0,3 | 2,5  |
| 2003-2004 | Colorado Buffaloes | 28  | 0  | 9,2  | 37,9 | 39,3 | 59,4 | 2,5 | 0,5 | 0,3 | 0,5 | 2,9  |
| 2004-2005 | Colorado Buffaloes | 29  | 14 | 25,2 | 44,8 | 37,5 | 81,4 | 5,6 | 1,5 | 0,3 | 1,2 | 11,7 |
| 2005-2006 | Colorado Buffaloes | 30  | 28 | 24,3 | 44,0 | 35,7 | 68,8 | 5,1 | 1,6 | 0,8 | 1,1 | 12,1 |
| Carriera  | Carriera           | 113 | 42 | 17,0 | 43,1 | 36,1 | 70,1 | 3,8 | 1,0 | 0,4 | 0,8 | 7,5  |

### NBA

#### Regular Season
| Anno      | Squadra         | PG  | PT | MP   | TC%  | 3P%  | TL%  | RP  | AP  | PRP | SP  | PP  |
| --------- | --------------- | --- | -- | ---- | ---- | ---- | ---- | --- | --- | --- | --- | --- |
| 2012-2013 | N.Y. Knicks     | 56  | 13 | 15,4 | 47,9 | 42,1 | 75,9 | 2,1 | 0,5 | 0,3 | 0,2 | 8,7 |
| 2013-2014 | Indiana Pacers  | 41  | 0  | 6,5  | 47,0 | 41,8 | 71,4 | 0,8 | 0,4 | 0,1 | 0,2 | 3,7 |
| 2014-2015 | Indiana Pacers  | 50  | 12 | 16,6 | 36,1 | 31,1 | 73,3 | 2,2 | 1,0 | 0,2 | 0,2 | 6,2 |
| 2015-2016 | Milwaukee Bucks | 24  | 1  | 6,5  | 33,3 | 27,8 | 85,7 | 0,4 | 0,5 | 0,1 | 0,0 | 2,1 |
| Carriera  | Carriera        | 171 | 26 | 12,3 | 42,7 | 36,5 | 75,2 | 1,6 | 0,6 | 0,2 | 0,2 | 5,8 |

#### Playoffs
| Anno     | Squadra        | PG | PT | MP   | TC%  | 3P%  | TL%  | RP  | AP  | PRP | SP  | PP  |
| -------- | -------------- | -- | -- | ---- | ---- | ---- | ---- | --- | --- | --- | --- | --- |
| 2013     | N.Y. Knicks    | 9  | 1  | 10,3 | 40,0 | 47,8 | 100  | 1,0 | 0,1 | 0,6 | 0,0 | 4,1 |
| 2014     | Indiana Pacers | 12 | 0  | 6,8  | 42,9 | 37,5 | 66,7 | 0,4 | 0,1 | 0,3 | 0,3 | 3,0 |
| Carriera | Carriera       | 21 | 1  | 8,3  | 41,4 | 43,6 | 72,7 | 0,7 | 0,1 | 0,4 | 0,1 | 3,5 |

## Palmarès

### Giocatore

#### Individuale
- Pro Basketball League MVP: 1

Okapi Aalstar: 2011-12